# تعرف على النظم

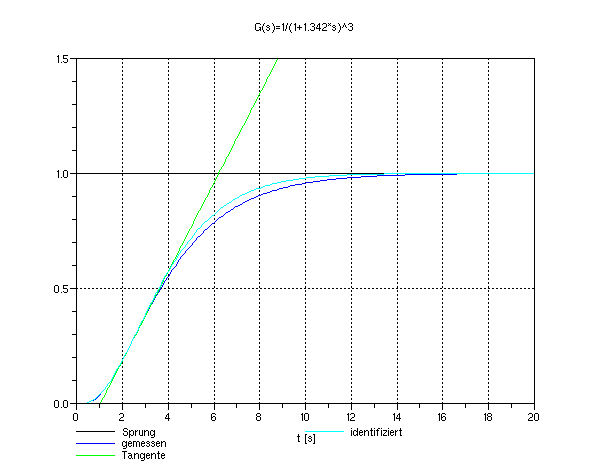

عملية التعرف على النظم system identification من العمليات المستعملة في نظرية النظم وفي علم الضبط أو ما يسمى بعلم التحكم والتطويع.
وهي عملية الهدف منها الوصول إلى نموذج عن نظام ما أو فهم واستخراج القوانين والعلاقات بين خاصياته. عملية التعرف على النظم عملية تجريبية ويتم عادة مراقبة إجابة النظام على مداخل معينة واستخراج خصائص النظام من هذه الإجابة. هناك عدة طرق رياضية للتعرف على النظم منها ما يعتمد على الشبكات العصبونية ومنها ما يعتمد على مقاربة إحصائية كتحليل الارتباط إلخ من الطرائق الرياضية الموجودة. وتسمى النماذج المتحصل عليها من هذه العملية عادة نماذج خارجية حيث أنها لا تقيم اعتبار للحركية الداخلية للنظام غير الظاهرة عند المخارج. ويستعمل العرف على النظم في جميع الميادين الهندسية تقريبا من هندسة الطيران إلى الهندسة الكهربائية إلى المعلوماتية.

## الأقسام
وتقسم عادة عملية التعرف على النظم إلى:

### تعرف على أنظمة معاملتية
تعرف على أنظمة معاملتية (parametric model identification) وهي طريقة تكون لنا فيها معلومات حول بنية النظام (أي بنيته الرياضية) وما نقوم به هو معرفة معاملاته. كأن أن نعرف أن النظام يحتوي على وقت ميت ونقوم بتحديد طول هذه المدة. تعتمد أساسا على تقنيات التحسين حيث يتم البحث عن المعاملات التي تعطي أحسن تطابق بين نموذج النظام والقياسات المؤخوذة.

### تعرف على أنظمة غير معاملتية
تعرف على أنظمة غير معاملتية (non parametric identification) نكون لا تعلم فيها شيئا عن بنية النظام. يعتمد فيها أساسا على إعطاء إشارات معينة على المداخل ومراقبة المخارج من هذه الإشارات:
- دالة ديراك
- دالة هافيسايد
- دالة مثلثية
- تشويش أبيض white noise
- إشارات احتمالية stochastic signals